# エクシ・ソズリュック
エクシ・ソズリュック（トルコ語のスペル：「Ekşi Sözlük」、日本語訳：「酸っぱい辞典」）とは、トルコ初のソーシャルネットワークです。このサイトは、「協調型ハイパーテキスト辞典（Collaborative Hypertext Dictionary）」と呼ばれる概念の世界で最初で最も有名な例です。 この概念は、トルコで「İnteraktif Sözlük（インタラクティブ辞典）」や「Katılımcı Sözlük（参加型辞典）」としても知られています。そして、これは「ハイパーテキストで書かれた協調型辞典」として定義されます。従来の辞書とは異なり、これらの辞典にる情報は正確である必要はありません。 共有された情報に加えて、ユーザーは自分の個人的な意見を表明することもできます。
エクシ・ソズリュックはH2g2とEverything2に似ていますが、最も重要な違いは辞典ベースであることです。
エクシ・ソズリュックは、メンバーの話し合い、時に起こる討議や、メンバーの社会的な交際という方法により、トルコ特有ソーシャルネットワークのジャンルの一つであるSözlük ソズリュック（トルコ語で「辞典」の意）の先駆にもなった。メンバーは、あらゆる主題について自分の意見を表明でき、ユーモア的な情報はこの辞典の中の大部分を占めている。

## 歴史
エクシ・ソズリュックは、Sedat Kapanoğlu セダット・カパノール（別名「SSG」）によって、1999年2月15日に「sourtimes.org」というウェブサイトの一部として設立されました。カパノールは、この一部を設立する際に、本「銀河ヒッチハイク・ガイド」に触発された。また、「エクシ・ソズリュック」という名前は、ポーティスヘッドの「Sour Times サワー・タイムズ」と呼ばれる歌に由来しています。(「ekşi エクシ」= 英語で「sourサワー」、日本語で「酸っぱい」)
エクシ・ソズリュックにある最初のエントリは「ピック」に関連している。それは「ギターを弾くために使われる小さなプラスチックの奇妙な物体」と定義された。

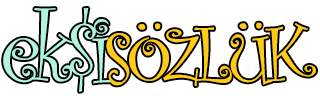
広く知られている古いロゴ。 2000年代から2016年まで使用されていました。

モデレーターは何らかの理由でサイトでユーザーを受け入れられませんでしたで、「クローン」と呼ばれるいくつかの辞書サイトが出現した。そういったウェブサイトの中では「ネディル・ネット（Nedir.net)」、「プライベート・ソズリュック（Private Sözlük）」、「ザマネ・ソズリュック（Zamane Sözlük）」、「ズィビディ・ソズリュック（Zibidi Sözlük）」などがある。
エクシ・ソズリュックの新興により、トルコ人はFacebook（2004年）やTwitter（2006年）などの人気のソーシャルネットワークの使い方を簡単に把握し、ソーシャルメディアで重要な経験を積むことができた。さまざまなイベントでこの経験を利用することで、トルコ人によるソーシャルメディアの利用が増加している。 また、このサイトはトルコのインターネットの歴史に、表現の自由の最も重要な要素の一つになった。さまざまな理由で、エクシ・ソズリュックの管理者とユーザーを相手に訴訟が提起されたが、これによってサイトが活動を継続することを妨げることはできなかった。

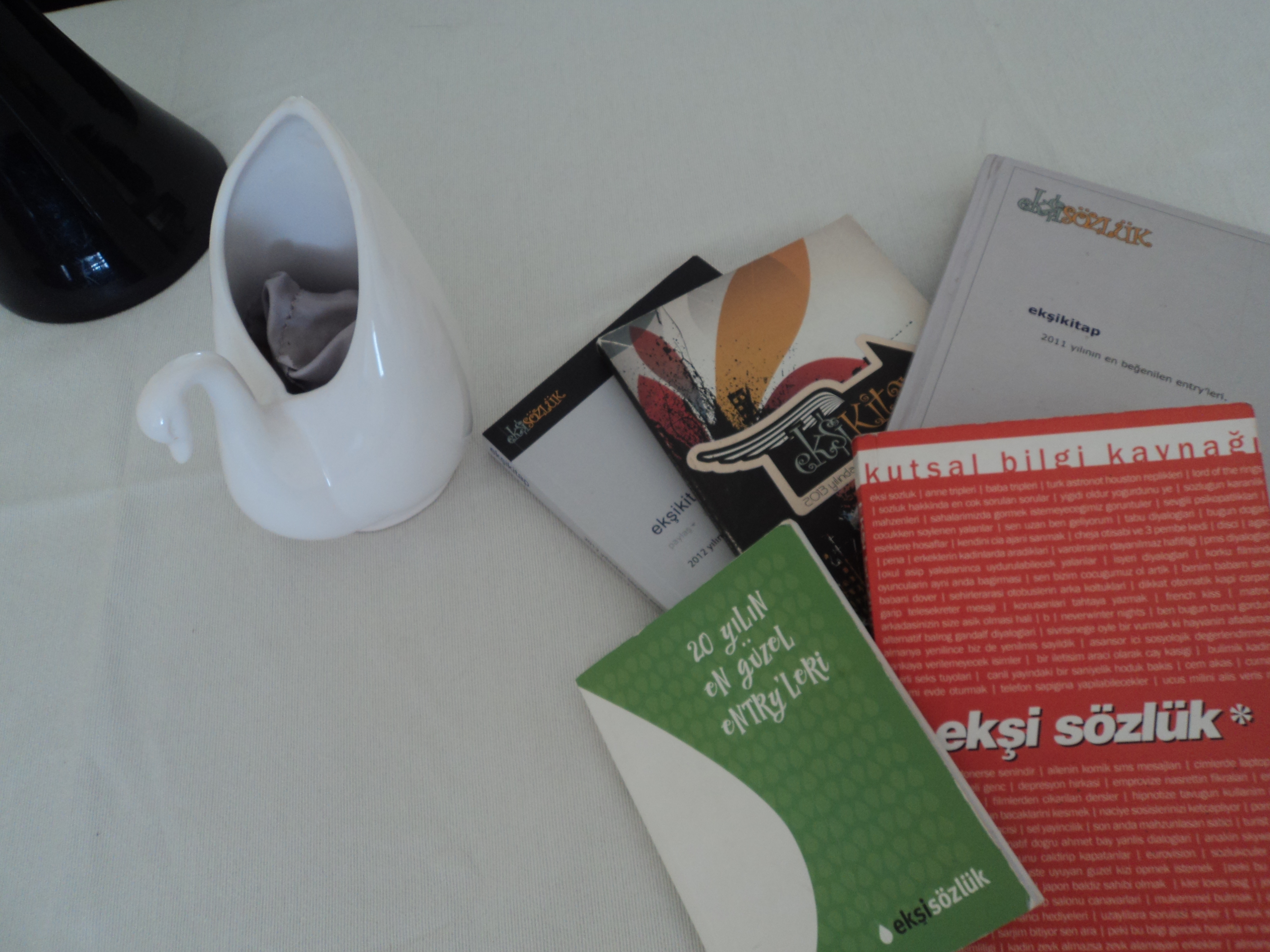
エクシ・ソズリュックのグッズの多くは、書籍や雑誌などの印刷物です。画像はファンのコレクションからいくつかの書籍を示しています。この書籍には、サイトから編集されたエントリが含まれています。

エクシ・ソズリュックの多くのユーザーは、トルコの地震の最初の瞬間から地震に関連する進展を記録することができ、地震の強さは、ほぼ正確に予測できます。この問題は長年ユーモラスに議論されてきましたが、イタリアにあるトリエステ大学での科学的研究はこれを証明しました。